# Smokejumper

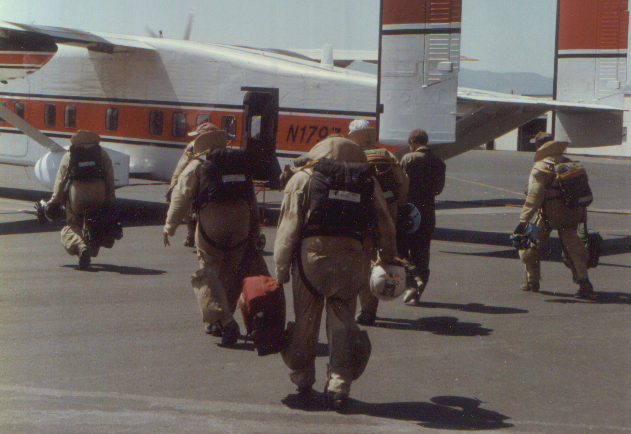
Smokejumper beim Boarding

Die Smokejumper (deutsch: Feuerspringer) sind eine Feuerwehreliteeinheit des United States Forest Service (USFS) und des Bureau of Land Management (BLM) in den USA, die mittels Fallschirm an der Einsatzstelle in der Wildnis abspringen. Neben den USA verfügen auch Russland mit der Awialessoochrana sowie Kanada mit den Parattack crews des British Columbia Wildfire Service, über Feuerspringereinheiten. Bis in die 1970er-Jahre gab es Feuerspringer auch in deutschen Landesfeuerwehren.

## Allgemeines
Fast 85 % aller Waldbrände in den USA werden von Menschen ausgelöst. Für die Bekämpfung dieser Brände stehen dem US Forest Service mehr als 10.000 Brandbekämpfer zur Verfügung, aber nur ein kleiner Teil davon sind Smokejumper. Die Waldgebiete, die nicht mit Fahrzeugen oder nur durch tagelange Fußmärsche zu erreichen sind, sind ihr Haupteinsatzgebiet. Dazu werden die Einsatzkräfte per Flugzeug zu den Einsatzorten geflogen, wo sie dann mitsamt ihrer Ausrüstung, die bis zu 50 kg wiegen kann, abspringen. Je nach Größe des Brandes werden Teams von 2 bis 20 Smokejumpern eingesetzt. Sie bekämpfen die Brände, indem sie Schneisen anlegen, die bis auf den blanken Boden gerodet werden, damit sie den Feuern kein Brennmaterial mehr zur Verfügung steht. Je nach Größe des Brandes müssen die Schneisen unterschiedlich breit sein. Bei Bränden, die potenziell bis hinauf in die Baumwipfel reichen, kann das Anlegen einer solchen Schneise 1 bis 2 Tage dauern. In den seltenen Fällen, in denen sich in der Nähe des Brandes ein See oder Bach befindet, können auch Pumpen und andere Geräte angefordert werden.
Die Altersgrenze der Smokejumper wurde vor einigen Jahren von 40 Jahren auf 57 Jahre erhöht, wobei die Älteren eher die Einsatzleitung in den Standorten übernehmen.

## Geschichte
Das Smokejumper-Programm des US-Forest Service (nationale Forstbehörde) wurde im Jahr 1939 in Folge der Untersuchungen des tödlichen Blackwater Fires im Bundesstaat Wyoming begonnen. Zum ersten Einsatz der Smokejumper kam es am 12. Juli 1940 im Nez Perce National Forest, Idaho.
Dem US-Geheimdienst CIA gelang es zwischen 1951 und 1975, Smokejumper für geheime Auslandseinsätze zu rekrutieren, besonders während der Zeit des Vietnamkriegs. Das National Smokejumper Magazin veröffentlichte 2015 eine Liste mit 96 Namen von Männern, die für die CIA gearbeitet haben.
Seit 1939 kamen bei Einsätzen 35 Smokejumper ums Leben, 32 beim Einsatz am Boden und 3 beim Absprung. Zu den größten Unglücken bei den Smokejumpern gehört das Mann Gulch Fire im Helena National Forest, Montana. Am 5. August 1949 sprangen 15 Mann zur Brandbekämpfung ab, darunter 14 Smokejumper. Durch starke Winde angefacht, kam es zu einer explosionsartigen Brandausbreitung, innerhalb kürzester Zeit standen 1.200 Hektar in Flammen. Die Einsatzkräfte mussten sich über einen steilen Hang zurückziehen. Von den 15 Abgesprungenen kamen 13 ums Leben, 12 davon waren Smokejumper. Am Ort des Unglücks wurde ein Denkmal für die Opfer errichtet. Dreizehn Kreuze erinnern an die Opfer an den Orten, wo ihre Leichen gefunden wurden. Das Denkmal ist seit dem 19. Mai 1999 im National Register of Historic Places als Mann Gulch Wildfire Historic District (Nr. 99000596) aufgeführt. Unter dem Einfluss des Vorfalls wurde 1952 der Film Die Feuerspringer von Montana mit Richard Widmark in der Hauptrolle (Regie Joseph M. Newman) gedreht.

## Personalstärke und Stützpunkte
Die Smokejumper umfassen zurzeit (Stand 2015) insgesamt 450 Einsatzkräfte in neun Standorten. Zwei Standorte unterhält das Bureau of Land Management in Fairbanks (Alaska) mit 66 Smokejumpern und in Boise (Idaho) mit 84 Smokejumpern. Die anderen sieben Standorte werden vom US-Forest Service unterhalten in Winthrop (Washington) mit 28 Smokejumpern, Grangeville (Idaho) mit 29 Smokejumpern, McCall (Idaho) mit 63 Smokejumpern, Redmond (Oregon) mit 44 Smokejumpern, West Yellowstone (Montana) mit 28 Smokejumpern, Missoula (Montana) mit 65 Smokejumpern und Redding (Kalifornien) mit 44 Smokejumpern.

## Ausrüstung
- Schlafsack
- Essen
- Trinkwasser
- Pulaski (eine Art Axt)
- Handsäge
- Motorsäge
- Feuerpatsche
- Funkgerät

## Ausbildung
Zur fünfwöchigen Ausbildung als Smokejumper gehört neben der Brandbekämpfung ohne Wasser auch das Fallschirmspringen. In den 5 Wochen müssen vor der Prüfung mindestens 20 Sprünge absolviert werden. Auch nach der Ausbildung muss ein Smokejumper alle 14 Tage einen Fallschirmsprung absolvieren, entweder im Einsatz oder auf der Übungsanlage. Hinzu kommt die Ausbildung „Navigieren im Wald“, da die Einsätze in der Regel in stark bewaldeten Gegenden sind. Von den Anwärtern stehen in den meisten Jahren gerade mal die Hälfte die Ausbildung durch.

### Fitnesstest
Das Bureau of Land Management hat vor der Ausbildung zum Smokejumper für sich einen speziellen Test entwickelt. Er besteht aus einem Lauf über 2,4 Kilometer (1,5 Meilen) in 09:30 Minuten oder 4,8 Kilometer (3 Meilen) in 22:30 Minuten. Danach müssen zehn Klimmzüge (pull-ups), 60 Rumpfbeugen (sit-ups) und 35 Liegestütze (push-ups) jeweils am Stück gemacht werden. Es folgt ein Marsch mit 50 kg (110 lb) Gepäck über 4,8 Kilometer in ebenem Gelände. Zwischen den Übungen darf maximal eine Pause von 5 Minuten eingelegt werden. Wer den Test nicht besteht, wird von der Ausbildung ausgeschlossen.

## Bücher
- Feuerspringer, von Nicholas Evans, erschienen bei Bertelsmann 2002
- Young Men and Fire, von Norman Maclean
- Jumping Fire, von Murry A. Taylor
- Just a Few Jumper Stories, von Rod Dow